# Луткарство у Словачкој и Чешкој
Луткарство у Словачкој и Чешкој представља облик традиционалне забаве, али и начин преношења визије света и образовно средство са порукама моралних вредности међу становништвом ових земаља. Због тога је ова уметност 2016. године уврштена на Унескову листу нематеријалног културног наслеђа света.
Лутке, стварни или измишљени ликови, углавном су направљене од дрвета и анимиране различитим методама. Први извођачи биле су породице путујућих луткара, чије су представе касније попримиле локалне утицаје, користећи углавном комичне фигуре различитих карактеристика.
Луткарско позориште је саставни део словачке и чешке локалне позоришне и књижевне традиције. Такође игра важну улогу у социјализацији, помажући извођачима да се развију као креативни мислиоци и науче да сарађују, комуницирају и јачају свој осећај идентитета у друштву. Обележавајући традиционалне обреде и свечане догађаје као што су празници, пијаце и вашари, луткарске представе се данас изводе на много различитих начина, али и даље инспирацију црпу из традиције. Учесници су луткари, драмски писци, израђивачи лутака и костима, као и сценографи. Вештине се преносе унутар извођачких заједница, као и кроз радионице које воде непрофитне организације и музичке и уметничке школе. У Словачкој се ова уметност преноси и у традиционалним луткарским династијама.